# Mwai Kibaki
Mwai Kibaki (Gatuyaini falu, Othaya község, Nyeri tartomány, Kenya, 1931. november 15. – 2022. április 21.) Kenya harmadik elnöke, aki 2002. december 30-tól 2013. április 9-ig töltötte be hivatalát. Újraválasztása egy második ciklusra 2007 december végén emberéleteket követelő zavargásokhoz vezetett.
Ifjúkorában olasz misszionáriusok Emilio Stanley névre keresztelték, ezt a nevet azonban alig használta.
Kenya legnagyobb törzséhez, a lakosság 22%-át kitevő kikujukhoz tartozik. Diplomáját a London School of Economicson szerezte, és az 1960-as években lett politikus a KANU part tagjaként. 1969-ben pénzügyminiszterré választották. 1991-ben kilépett a KANU-ból és megalapította a Demokrata Pártot. 2002-ben 62%-kal megnyerte a választásokat, míg a KANU jelöltje, Uhuru Kenyatta csak 31%-ot kapott.
2007 januárjában Kibaki a meggyengült KANU, a NARC, és más kisebb pártok összefogásával létrehozta a Party of National Unity (PNU) pártszövetséget, ennek jelöltjeként indult az újraválasztáson. 
2007 decemberében hivatalosan újraválasztották, és december 30-án fel is esküdött az elnöki hivatalra. A Raila Odinga vezette ellenzéki Orange Democratic Movement (ODM) azonban nem fogadta el a választások eredményét, az országban véres zavargások törtek ki. A parlamenti választás külföldi megfigyelői is szabálytalanságokat tapasztaltak.

## Családja
Mwai Kibaki felesége 1962 óta Lucy Muthoni Kibaki, a szuverén egyéniségű First Lady, tőle négy gyermeke született: Judy Wanjiku, Jimmy Kibaki, David Kagai és Tony Githinji. 
Emellett az elnöknek viszonya volt egy Mary Wambui nevű üzletasszonnyal, akit a kenyai sajtó a koalíciós NARC-párt aktivistájaként jelöl meg, tőle egy leánya született, Wangui Mwai. Az asszony családjának állítása szerint Kibaki 1972-ben (tíz év óta házas emberként) a kikujuk hagyományos törvényei szerint szabályosan feleségül vette Mary Wambuit. Az elnök és a First Lady ezt nyilvánosan tagadták. Mary Wambui mindenesetre megkapta a First Ladynek járó szolgáltatásokat, szolgálati limuzint és fegyveres elnöki testőri kíséretet.